# Phương Thị Thanh (chính khách)
Phương Thị Thanh (sinh ngày 21 tháng 3 năm 1967) là một nữ chính trị gia người Việt Nam, dân tộc Nùng. Bà nguyên là Phó Bí thư Thường trực Tỉnh ủy, Chủ tịch Hội đồng nhân dân tỉnh Bắc Kạn, 
Bà từng là đại biểu quốc hội Việt Nam khóa XIV nhiệm kì 2016-2021, thuộc đoàn đại biểu quốc hội tỉnh Bắc Kạn, Phó Trưởng đoàn Đại biểu Quốc hội tỉnh Bắc Kạn, Ủy viên Hội đồng Dân tộc của Quốc hội.

## Xuất thân
Phương Thị Thanh sinh ngày 21 tháng 3 năm 1967 quê quán ở xã Hồng Việt, huyện Hòa An, tỉnh Cao Bằng. 
Bà hiện cư trú ở số 23, tổ 9B, phường Đức Xuân, thành phố Bắc Kạn, tỉnh Bắc Kạn.

## Giáo dục
- Giáo dục phổ thông: 10/10
- Đại học Luật
- Cao cấp lí luận chính trị

## Sự nghiệp
Bà gia nhập Đảng Cộng sản Việt Nam vào ngày 8/11/1996.
Bà từng là đại biểu hội đồng nhân dân tỉnh Bắc Kạn nhiệm kỳ 2004-2011, 2011-2016.
Bà từng là đại biểu Quốc hội Việt Nam khóa 12, 13 tỉnh Bắc Kạn
.
Khi ứng cử đại biểu Quốc hội Việt Nam khóa 14 vào tháng 5 năm 2016 bà đang là Ủy viên Ban Thường vụ Tỉnh ủy, Phó Chủ tịch Hội đồng nhân dân tỉnh, Phó trưởng Đoàn đại biểu Quốc hội, làm việc ở Văn phòng Đoàn đại biểu Quốc hội và Hội đồng nhân dân tỉnh Bắc Kạn.
Bà đã trúng cử đại biểu Quốc hội Việt Nam khóa 14 vào năm 2016 ở đơn vị bầu cử số 1, tỉnh Bắc Kạn gồm các huyện Ba Bể, Ngân Sơn, Na Rì và Pác Nặm, được 75.912 phiếu, đạt tỷ lệ 72,84% số phiếu hợp lệ.
Bà hiện là Phó Bí thư Thường trực Tỉnh ủy, Chủ tịch Hội đồng nhân dân tỉnh Bắc Kạn, Phó Trưởng Đoàn đại biểu Quốc hội tỉnh Bắc Kạn, Ủy viên Hội đồng Dân tộc của Quốc hội.